# 팻 퀸 (아이스하키 선수)

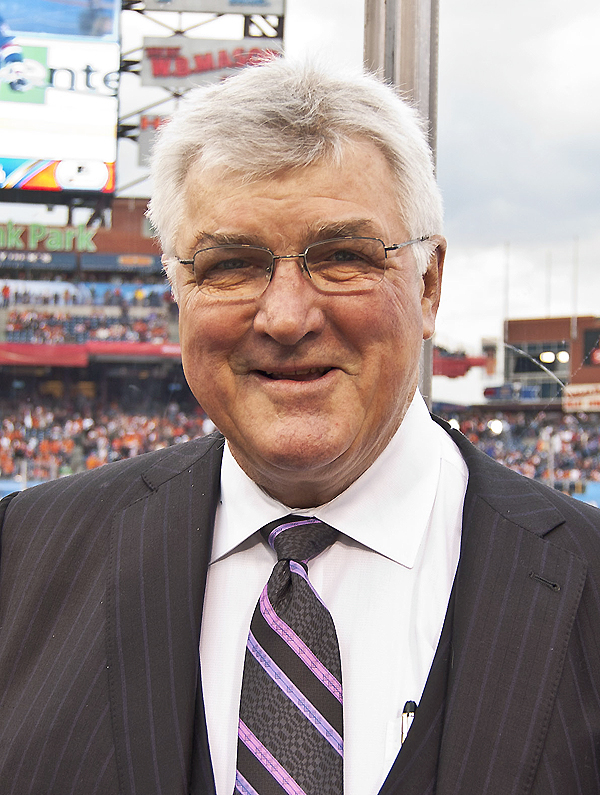
팻 퀸

존 브라이언 패트릭 퀸(John Brian Patrick Quinn, 1943년 1월 29일 ~ 2014년 11월 23일)은 캐나다의 아이스하키 선수, 코치이다.